# Somma disgiunta
La somma disgiunta o unione disgiunta di due insiemi corrisponde all'unione insiemistica, realizzata in modo da considerare distinti elementi appartenenti ad insiemi distinti.

## Definizione
Dati due insiemi {\displaystyle A} e {\displaystyle B}, la somma disgiunta di {\displaystyle A} e {\displaystyle B} è l'insieme:
{\displaystyle A\sqcup B=(A\times \{0\})\cup (B\times \{1\}).}
La definizione si può facilmente estendere per induzione alla somma disgiunta di un numero finito di insiemi, e anche alla somma di una qualunque famiglia di insiemi {\displaystyle \{A_{i}\}_{i\in I}}:
{\displaystyle \bigsqcup _{i\in I}A_{i}=\bigcup _{i\in I}(A_{i}\times \{i\}).}

## Proprietà
- Nel caso di insiemi disgiunti, la somma disgiunta è in  corrispondenza biunivoca in modo naturale con l'unione insiemistica. Nel caso di due insiemi {\displaystyle A,B} disgiunti, ad esempio, questa corrispondenza è la funzione da {\displaystyle A\cup B} a {\displaystyle A\sqcup B} che manda {\displaystyle a\in A} in {\displaystyle (a,0)} e {\displaystyle b\in B} in {\displaystyle (b,1)}.
- Se gli insiemi sono tutti uguali fra loro ({\displaystyle A_{i}=A\,\forall i\in I}), la loro somma disgiunta coincide con il prodotto cartesiano {\displaystyle A\times I}.
- La somma delle cardinalità di due insiemi è data dalla cardinalità della loro somma disgiunta.
- Nel linguaggio SQL, la somma disgiunta corrisponde all'operatore UNION ALL.